# Gerd Almgren

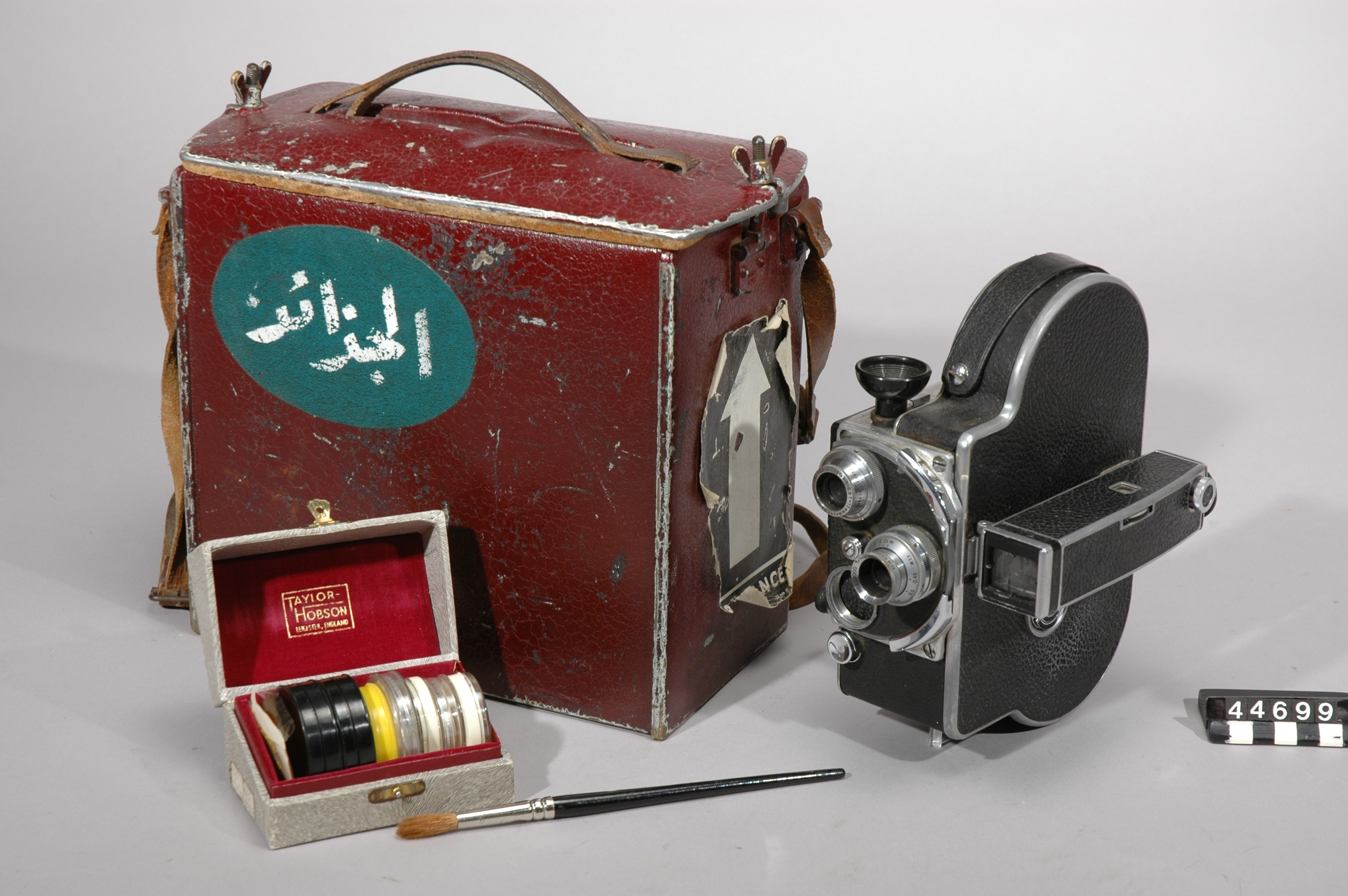
16 mm filmkamera använd under resan i Guldkusten 1953.

Gerd Josefine Louise Almgren, född 24 september 1925 i Uppsala, död 25 september 2008 på Gräsö nära Öregrund, var en svensk TV-hallåa, filmare och reporter. Hon inledde sitt filmande i Västafrika under tidigt 1950-tal. För sin orädda rapportering under befrielsekriget i Algeriet är hon där ihågkommen som "Madame Courage".

## Biografi

### Bakgrund
Gerd Almgren, som var dotter till arkeologiprofessorn Oscar Almgren, studerade konsthistoria i Uppsala samt ägnade sig åt konst- och teaterstudier i Paris.
Hennes första kontakt med TV skedde i Paris 1954, när hon lyckades övertala en producent att i ett provprogram plocka in några svenska lucior.

### TV-uppdrag 1956–1962
Gerd Almgren gick våren 1956 Radiotjänsts producentkurs som hölls på Tekniska Högskolan i Stockholm inför televisionens införande i Sverige. Hon sökte även till hallåauttagningen och blev 1957 en av de första hallåorna i rutan. Hon ingick i ”de fyras gäng” tillsammans med Jeanette von Heidenstam, Anders Bauer och Ingrid Mattson (då Olsson).

#### Rapporter från Västafrika

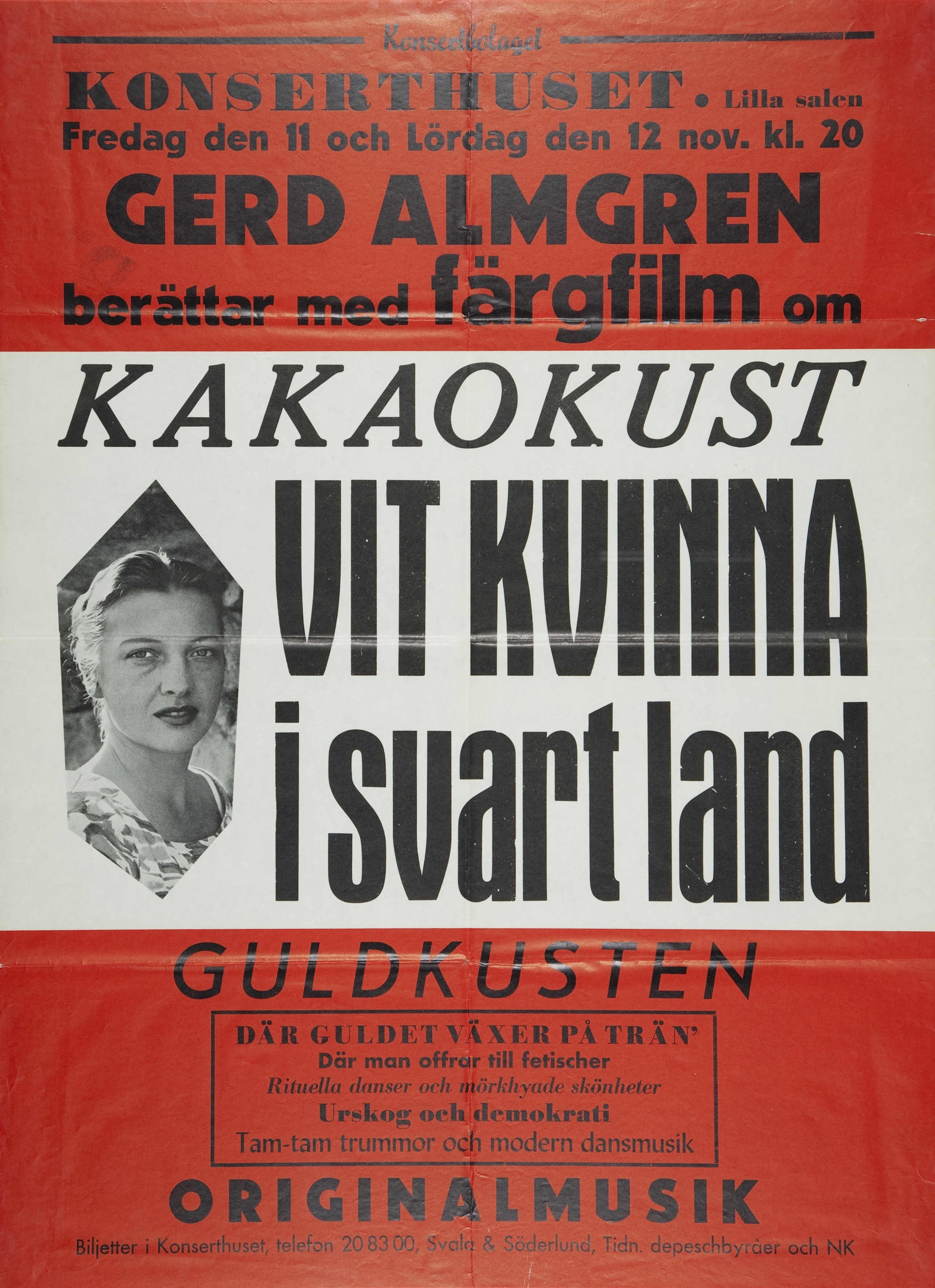
Affisch till Gerd Almgrens föredrag om filmen Kakaokust 1955.

Hennes första arbete som frilans i Sverige blev TV-resan som producerades av filmavdelningens chef vid Radiotjänst Lennart Ehrenborg och sändes från studion på Kungliga Tekniska Högskolan 1 mars 1956. Programmet handlade om Guldkusten, nuvarande Ghana, och byggde på inscannade filmbilder som Gerd Almgren tagit redan 1953 med en begagnad kamera inköpt dagen innan hon for. Ghanaresan resulterade i kortfilmen Kakaokust (1955) och en bok med samma namn (1958) vars omslag hon utformade själv. I boken skildras från nära håll såväl urgamla hedniska seder som Kwame Nkrumas kamp för landets självstyre. Boken innehåller också illustrationer av författaren. Hösten 1956 gjorde hon i samarbete med fransk TV några mindre program. Bland andra ett inslag om en vinodling på Montmartre. Som frilans och på egen bekostnad, men ackrediterad av svensk TV for hon tillbaka till Västafrika i samband med Ghanas självständighet den 6 mars 1957. Bortåt 200 utländska journalister och fotografer bodde som statens gäster på det nybyggda universitetet. Hon var ensam kvinna bland filmfotograferna att bevaka evenemanget och fick tillnamnet ”Lady Cameraman”. Hon inbjöds också att  filma de första allmänna valen i dåvarande Franska Guinea. Gerd Almgren var en av få representanter från Sveriges Radio/TV som i slutet av 1950-talet filmade i Afrika.
Sin hallåalön drygade Gerd Almgren ut med föreläsningar och artiklar om Afrika. När nyhetsprogrammet Aktuellt startade i september 1958 blev hon på frilansbasis redaktionens utrikesmedarbetare från Paris och första kvinna i den rollen.

#### Algeriet i fokus

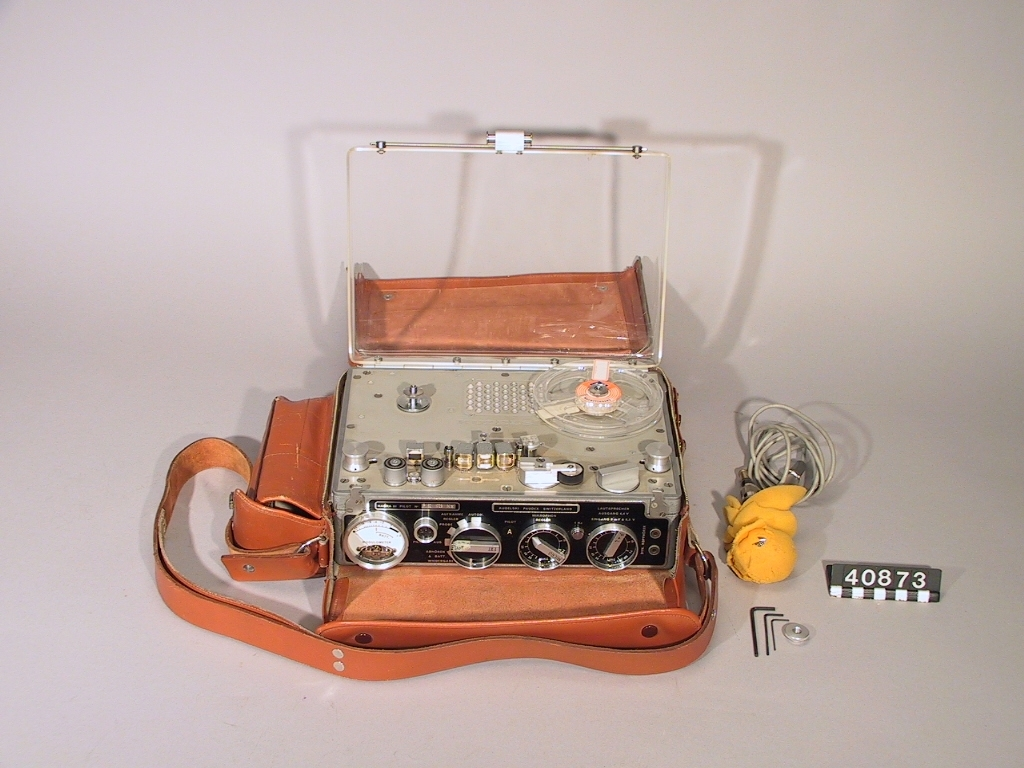
Bandspelare använd 1962 under rapporteringen från befrielsekriget i Algeriet.

Som frilans i Paris gjorde hon ett flertal reportage från befrielsekriget i Algeriet (1954–1962) för Aktuellt. Hon kände ett stort personligt engagemang i Algerietfrågan. För sin orädda rapportering under befrielsekriget i Algeriet är hon där ihågkommen som "Madame Courage". Första programmet om Algeriet, med inklippta turistbilder som visuellt material, hade en 12 minuter lång kommenterar av Viktor Vinde och gjordes strax  efter den algeriske ledaren Ben Bellas tillfångatagande 1956. Inslaget tog sex veckor att göra eftersom Almgrens arbetsförhållanden i Paris vid tiden var besvärliga rent produktionstekniskt. På hösten 1960 deltog hon i en journalistresa till Tunisien, som delvis bekostades av den tunisiska regeringen. Förutom att skilda värdlandet  beskrevs även algeriernas flyktingsituation och kamp från tunisisk mark. 1961 gjorde Gerd Almgren resor till Algeriet, dels i franska statens regi, dels också på egen hand med egen kamera.
Under 1962 var Gerd Almgren frilansande nyhetsuppläsare i Aktuellt, men slutade efter en kontrovers med ledningen. Hennes ansökan om att få medverka i en förstamajdemonstration avslogs med hänvisning till att anställda inte fick medverka i politisk verksamhet. Hon valde då att sluta på Aktuellt. På första maj 1962 deltog hon i Karlskoga och Degerfors under parollen ”Vi hälsar det fria Algeriet” och talade om Algeriets situation innan fred var på plats.
Som frilansande reporter kunde Gerd Almgren fortsätta arbeta åt Sveriges Radio/TV. Sommaren 1962 reste hon via Marocko in i Algeriet med en egen kamerautrustning som kunde synkronisera ljud och bild. Med huvudsakligen algeriers hjälp kunde hon filma repatrieringen av flyktingar från Marocko till Algeriet, den delade staden Oran med kliniker för OAS:s (Organisation de l'armée secrète) offer i de algeriska kvarteren och dess sabotagebränder i de europeiska stadsdelarna, folkomröstningen första juli 1962, självständighetsfirandet 3 juli och Ben Bellas ankomst sedan han släppts ur fransk fångenskap 5 juli. Rapporteringen från Algeriet gjorde henne psykiskt och fysiskt sliten. Drygt 100 kilo bagage, ingen bil och otillräckliga ekonomiska resurser samt svårigheter med att arbeta som ensam kvinna i en mansdominerad bransch fick henne att lämna området och arbeta från svensk bas.

### Senare år
Bidrag av Gerd Almgren var representerade vid en fotoutställning om det algeriska befrielsekriget på Musée public national d’art moderne et contemporain d’Alger 2013.
År 1990 pensionerades hon från sitt arbete på Skolöverstyrelsens informationsavdelning. Gerd Almgren är begravd på Norra begravningsplatsen utanför Stockholm.

## Produktioner

### Filmografi
Informationen hämtad från Svensk filmdatabas och Svensk Mediedatabas.
- Kakaokust (1955), kortfilm
- Blinka (1960),  kortfilm
- Tunisisk resa (1961), reportage 30 min
- Operation rentramp (1967), kortfilm
- Miljoner på flykt (1963). Sveriges Radio/TV, 25 min
- Tag vara på det friska (1977). Landstingsförbundet
- En film om oro (1978). Landstingsförbundet